# Volby do zastupitelstev krajů v Česku 2024
Volby do zastupitelstev krajů v Česku se konaly v pátek 20. září a v sobotu 21. září 2024. Zároveň s krajskými volbami se konalo také první kolo voleb do Senátu PČR.

## Celkové výsledky
Přehled všech politických subjektů, které ve volbách získaly alespoň jeden mandát:[ve zdroji nenalezeno]
| Navrhující subjekt | Navrhující subjekt                          | Získané mandáty | Získané mandáty | Získané mandáty | Získané mandáty | Získané mandáty | Získané mandáty |
| Navrhující subjekt | Navrhující subjekt                          | původně         | nově            | ±               | původně         | nově            | ±               |
| ------------------ | ------------------------------------------- | --------------- | --------------- | --------------- | --------------- | --------------- | --------------- |
|                    | ANO 2011                                    | 178             | 292             | ▲114            | 148             | 277             | ▲ 129           |
|                    | Občanská demokratická strana                | 99              | 106             | ▲7              | 95              | 99              | ▲ 4             |
|                    | STAROSTOVÉ A NEZÁVISLÍ                      | 69              | 73              | ▲4              | 38              | 46              | ▲ 8             |
|                    | KDU-ČSL                                     | 53              | 49              | ▼4              | 51              | 49              | ▼ 2             |
|                    | Komunistická strana Čech a Moravy           | 13              | 32              | ▲19             | 12              | 31              | ▲ 19            |
|                    | Svoboda a přímá demokracie (SPD)            | 35              | 32              | ▼3              | 34              | 31              | ▼ 3             |
|                    | Starostové pro Liberecký kraj               | 22              | 20              | ▼2              | 15              | 15              | ▬ 0             |
|                    | TOP 09                                      | 19              | 16              | ▼3              | 18              | 15              | ▼ 3             |
|                    | Sociální demokracie                         | 37              | 13              | ▼24             | 31              | 11              | ▼ 20            |
|                    | Právo Respekt Odbornost                     | nová            | 7               | ▲7              | nová            | 7               | ▲ 7             |
|                    | Osobnosti pro kraj                          | nová            | 6               | ▲6              | nová            | 4               | ▲ 4             |
|                    | Společně pro kraj                           | 3               | 5               | ▲2              | 3               | 3               | ▬ 0             |
|                    | VÝCHODOČEŠI                                 | 3               | 4               | ▲1              | 2               | 3               | ▲ 1             |
|                    | LEPŠÍ SEVER                                 | nová            | 4               | ▲4              | nová            | 0               | ▬ 0             |
|                    | Nestraníci                                  | 1               | 3               | ▲2              | 1               | 1               | ▬ 0             |
|                    | Česká pirátská strana                       | 99              | 3               | ▼96             | 92              | 3               | ▼ 89            |
|                    | Starostové pro občany                       | 2               | 3               | ▲1              | 2               | 3               | ▲ 1             |
|                    | Volba pro kraj                              | 0               | 3               | ▲3              | 0               | 3               | ▲ 3             |
|                    | Česká strana národně sociální               | nová            | 2               | ▲2              | 0               | 0               | ▬ 0             |
|                    | Spojení demokraté - Sdružení nezávislých    | nová            | 2               | ▲2              | nová            | 0               | ▬ 0             |
|                    | ČSSD – Česká suverenita sociální demokracie | nová            | 2               | ▲2              | nová            | 1               | ▲ 1             |
|                    | Zlín 21                                     | nová            | 2               | ▲2              | nová            | 2               | ▲ 2             |
|                    | Svobodní                                    | 0               | 1               | ▲1              | 0               | 1               | ▲ 1             |
|                    | Liberálně ekologická strana                 | 0               | 1               | ▲1              | 0               | 1               | ▲ 1             |
|                    | PRO PLZEŇ                                   | 2               | 1               | ▼1              | 2               | 0               | ▼2              |
|                    | Hnutí SOL                                   | 1               | 1               | ▬0              | 1               | 1               | ▬ 0             |
|                    | Hradecký demokratický klub                  | 3               | 1               | ▼2              | 2               | 1               | ▼1              |
|                    | Trikolora                                   | 1               | 1               | ▬0              | 1               | 1               | ▬ 0             |
|                    | Karlovarská občanská alternativa            | 0               | 0               | ▬0              | 2               | 2               | ▬ 0             |
|                    | ProMOST                                     | 2               | 0               | ▼2              | 2               | 2               | ▬ 0             |
|                    | Strana zelených                             | 6               | 0               | ▼6              | 7               | 1               | ▼ 6             |
|                    | Nový Sever                                  | nová            | 0               | ▬0              | nová            | 1               | ▲ 1             |
|                    | Vaše Ústí                                   | nová            | 0               | ▬0              | 1               | 1               | ▬ 0             |
|                    | Krásná Kopřivnice                           | nová            | 0               | ▬0              | nová            | 1               | ▲ 1             |
|                    | bez politické příslušnosti                  | -               | -               | -               | 82              | 68              | ▼ 14            |
| celkem             | celkem                                      |                 | 685             |                 |                 | 685             |                 |

#### Výsledky v krajích
| Kraj            | Kandidátka s nejvíce hlasy | %     | Koalice                                             | Hejtman                    | Strana hejtmana |
| --------------- | -------------------------- | ----- | --------------------------------------------------- | -------------------------- | --------------- |
| Středočeský     | ANO 2011                   | 33,35 | STAN + SPOLU                                        | Petra Pecková              | STAN            |
| Jihočeský       | ODS                        | 47,51 | ODS                                                 | Martin Kuba                | ODS             |
| Plzeňský        | ANO 2011                   | 38,63 | ANO + STAN + Pro náš kraj                           | Kamal Farhan               | ANO             |
| Karlovarský     | ANO 2011                   | 44,03 | ANO                                                 | Jana Mračková Vildumetzová | ANO             |
| Ústecký         | ANO 2011                   | 39,47 | ANO + ODS + Lepší sever                             | Richard Brabec             | ANO             |
| Liberecký       | SLK                        | 34,75 | SLK + SPOLU                                         | Martin Půta                | SLK             |
| Královéhradecký | ANO 2011                   | 34,54 | ANO + HLAS + koalice SPD, Trikolora, PRO a Svobodní | Petr Koleta                | ANO             |
| Pardubický      | ANO 2011                   | 29,78 | ANO + 3PK + Koalice pro kraj + ODS a TOP09          | Martin Netolický           | SOCDEM          |
| Kraj Vysočina   | ANO 2011                   | 34,77 | ANO + SocDem + koalice SPD, Trikolora a PRO         | Martin Kukla               | ANO             |
| Jihomoravský    | SPOLU                      | 39,91 | SPOLU + Starostové pro Jižní Moravu                 | Jan Grolich                | KDU-ČSL         |
| Olomoucký       | ANO 2011                   | 40,42 | ANO + koalice SPD, Trikolora, PRO a Svobodní        | Ladislav Okleštěk          | ANO             |
| Zlínský         | ANO 2011                   | 37,27 | ANO + koalice STAN, TOP09 a ZVUK12                  | Radim Holiš                | ANO             |
| Moravskoslezský | ANO 2011                   | 47,22 | ANO + koalice SPD, Trikolora a PRO                  | Josef Bělica               | ANO             |

## Situace před volbami
Minulé krajské volby se konaly 2. a 3. října 2020. Zvítězilo v nich hnutí ANO, které dostalo nejvíc hlasů v deseti krajích. Funkci hejtmana však získalo pouze ve třech krajích.

### Počty mandátů získaných jednotlivými subjekty ve volbách v roce 2020

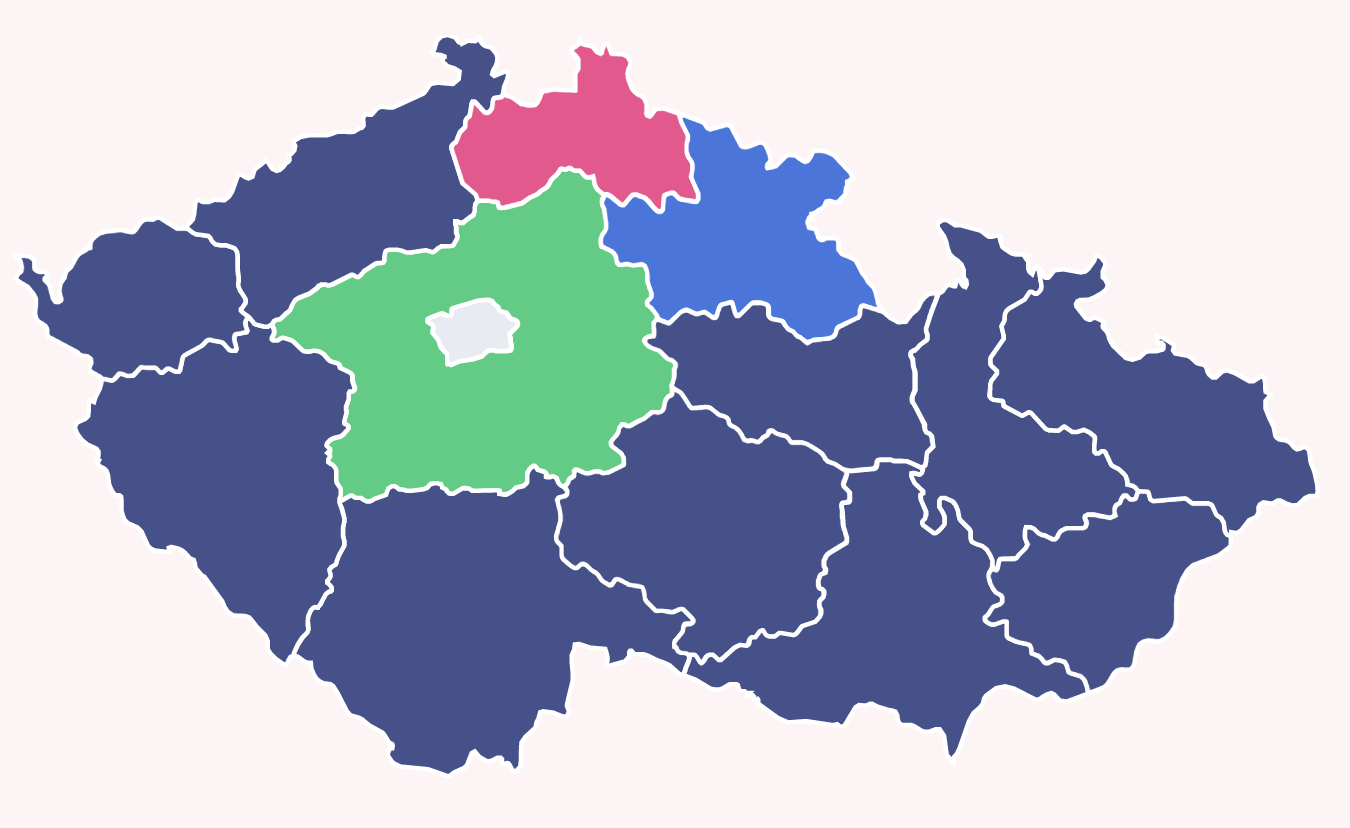
Vítězové předchozích voleb v roce 2020 podle krajů:
ANO 2011
ODS, STAN a VČ v koalici
STAN
SLK

### Počty mandátů získaných jednotlivými subjekty ve volbách v roce 2020[3]
| Navrhující subjekt | Navrhující subjekt                                         | Počet mandátů |
| ------------------ | ---------------------------------------------------------- | ------------- |
|                    | ANO 2011                                                   | 178           |
|                    | Občanská demokratická strana                               | 99            |
|                    | Česká pirátská strana                                      | 99            |
|                    | STAROSTOVÉ A NEZÁVISLÍ                                     | 69            |
|                    | KDU-ČSL                                                    | 53            |
|                    | Česká strana sociálně demokratická                         | 37            |
|                    | Svoboda a přímá demokracie (SPD)                           | 35            |
|                    | Starostové pro Liberecký kraj                              | 22            |
|                    | TOP 09                                                     | 19            |
|                    | Komunistická strana Čech a Moravy                          | 13            |
|                    | Strana zelených                                            | 6             |
|                    | SNK Evropští demokraté                                     | 5             |
|                    | MÍSTNÍ HNUTÍ NEZÁVISLÝCH ZA HARMONICKÝ ROZVOJ OBCÍ A MĚST  | 4             |
|                    | JIHOČEŠI 2012                                              | 4             |
|                    | VÝCHODOČEŠI                                                | 3             |
|                    | Karlovaráci                                                | 3             |
|                    | Hradecký demokratický klub                                 | 3             |
|                    | Sdružení nezávislých kandidátů 1 – Starostové našeho kraje | 3             |
|                    | Společně pro kraj                                          | 3             |
|                    | Strana soukromníků České republiky                         | 2             |
|                    | Starostové pro občany                                      | 2             |
|                    | ÚSTECKÉ FÓRUM OBČANŮ                                       | 2             |
|                    | PRO PLZEŇ                                                  | 2             |
|                    | ProOlomouc                                                 | 2             |
|                    | ProMOST                                                    | 2             |
|                    | Nestraníci                                                 | 1             |
|                    | Hnutí SOL                                                  | 1             |
|                    | JsmePRO!                                                   | 1             |
|                    | HLAS                                                       | 1             |
|                    | Trikolóra hnutí občanů                                     | 1             |

### Hejtmani[6]
| Kraj            | Fotografie | Hejtman v r. 2024 | Navrhující subjekt | Navrhující subjekt | Kandidatura v r. 2024 |
| --------------- | ---------- | ----------------- | ------------------ | ------------------ | --------------------- |
| Středočeský     |            | Petra Pecková     |                    | STAN               | Ano [ 8 ]             |
| Jihočeský       |            | Martin Kuba       |                    | ODS                | Ano [ 10 ]            |
| Plzeňský        |            | Rudolf Špoták     |                    | Piráti             | Ano [ 12 ]            |
| Karlovarský     |            | Petr Kulhánek     |                    | STAN               | Ano [ 14 ]            |
| Ústecký         |            | Jan Schiller      |                    | ANO                | Ne [ 16 ]             |
| Liberecký       |            | Martin Půta       |                    | SLK                | Ano [ 18 ]            |
| Královéhradecký |            | Martin Červíček   |                    | ODS                | Ano [ 20 ]            |
| Pardubický      |            | Martin Netolický  |                    | ČSSD               | Ano [ 22 ]            |
| Kraj Vysočina   |            | Vítězslav Schrek  |                    | ODS                | Ano [ 24 ]            |
| Jihomoravský    |            | Jan Grolich       |                    | KDU-ČSL            | Ano [ 26 ]            |
| Olomoucký       |            | Josef Suchánek    |                    | STAN               | Ano [ 28 ]            |
| Zlínský         |            | Radim Holiš       |                    | ANO                | Ano [ 30 ]            |
| Moravskoslezský |            | Josef Bělica      | ANO                | Ano [ 32 ]         |                       |

## Kandidující politické subjekty
Do voleb bylo zaregistrováno celkem 183 kandidátních listin.
Zde je seznam kandidujících politických subjektů:

### Středočeský kraj
| Číslo | Subjekt | Subjekt                              | Typ              | Lídr                    | Poznámky |
| ----- | ------- | ------------------------------------ | ---------------- | ----------------------- | --- |
| 7     |         | SPD, Trikolora a PRO                 | koalice          | Jiří Kobza              | poslanec, diplomat |
| 14    |         | Zelení a SEN 21                      | koalice          | Magdaléna Davis         | ředitelka klimatických programů ČR, Člověk v tísni                                                                                                |
| 15    |         | DSZ – ZA PRÁVA ZVÍŘAT                | politická strana | Vendula Wolfová         | předsedkyně spolku Psí senioři v nouzi |
| 16    |         | PŘÍSAHA občanské hnutí               | politické hnutí  | Michaela Vlachá         | místostarostka obce Sojovice, ministerský rada Ministerstvo životního prostředí                                                                   |
| 21    |         | Česká pirátská strana                | politická strana | Lucie Cirkva Chocholová | krajská zastupitelka, předsedkyně Výboru pro památkovou péči, kulturu a cestovní ruch                                                             |
| 22    |         | STAČILO! – SPOJENÁ LEVICE            | koalice          | Jindřich Havelka        | záchranář, člen Českého červeného kříže |
| 36    |         | ANO LEPŠÍ ČESKO S MIMOZEMŠŤANY       | politické hnutí  | Tomáš Franěk            | místostarosta obce Milý, manažer, poradce pro evropské záležitosti, předseda hnutí                                                                |
| 39    |         | ANO 2011                             | politické hnutí  | Tomáš Helebrant         | poslanec Poslanecké sněmovny ČR |
| 43    |         | ČISTÝ A BEZPEČNÝ KRAJ                | koalice          | Jiří Janeček            | provozní pivovaru Malý Janek z Jinec |
| 46    |         | JISTOTA A BUDOUCNOST                 | politické hnutí  | Miloš Petera            | předseda představenstva a. s. VaK Nymburk, bývalý hejtman Středočeského kraje                                                                     |
| 61    |         | STAROSTOVÉ A NEZÁVISLÍ               | politické hnutí  | Petra Pecková           | hejtmanka Středočeského kraje, bývalá dlouholetá starostka, novinářka, režisérka                                                                  |
| 70    |         | Sociální demokracie                  | politická strana | Miloslav Čihák          | emeritní podplukovník Policie ČR, bezpečnostní konzultant, vyznavatel pořádku a podporovatel vzdělávání, hybatel iniciativy Dobrá zpráva pro kraj |
| 76    |         | Švýcarská demokracie                 | politické hnutí  | Miroslav Chvojka        | technický ředitel |
| 78    |         | SPOLU (ODS + TOP 09 + KDU-ČSL)       | koalice          | Jan Skopeček            | místopředseda Poslanecké sněmovny, radní Hořovic, ekonom                                                                                          |
| 80    |         | Liberální aliance nezávislých občanů | politická strana | Jakub Kocáb             | rybářská stráž |
| 94    |         | LEPŠÍ ŽIVOT PRO LIDI                 | politická strana | Pavel Loučka            | bývalý hasič, elektrotechnik |

### Jihočeský kraj
| Číslo | Subjekt | Subjekt                           | Typ              | Lídr                      | Poznámky                                                                                          |
| ----- | ------- | --------------------------------- | ---------------- | ------------------------- | ------------------------------------------------------------------------------------------------- |
| 2     |         | JIHOČEŠI 2012                     | politické hnutí  | Pavel Hroch               | náměstek hejtmana Jihočeského kraje, poradce NZÚ-Light, předseda sdružení Jihočeská Silva Nortica |
| 7     |         | SPD, Trikolora a PRO              | koalice          | Jan Kadlec                | ekonom, zastupitel města České Budějovice                                                         |
| 15    |         | DSZ – ZA PRÁVA ZVÍŘAT             | politická strana | Dita Uhriková             | pedagog na ZUŠ, předsedkyně Depozita chlup-nechlup, celoživotní zachránce a ochránce zvířat       |
| 16    |         | PŘÍSAHA občanské hnutí            | politické hnutí  | Milan Šírek               | jednatel společnosti                                                                              |
| 21    |         | Česká pirátská strana             | politická strana | Josef Soumar              | místostarosta města Písek pro finance a dopravu, zastupitel Jihočeského kraje                     |
| 24    |         | STAROSTOVÉ pro Jihočeský kraj     | koalice          | Jaroslava Martanová       | starostka města Vimperk                                                                           |
| 33    |         | LEPŠÍ ŽIVOT PRO LIDI a ND         | politická strana | Vladimír Štěpán Kremsa    | universitní profesor, vědecký pracovník                                                           |
| 39    |         | ANO 2011                          | politické hnutí  | Roman Kubíček             | poslanec                                                                                          |
| 50    |         | Jihočeská veřejnost               | politické hnutí  | Bohumil Komínek           | místostarosta města Jindřichův Hradec                                                             |
| 68    |         | Společně pro jižní Čechy          | koalice          | Pavel Klíma               | náměstek hejtmana Jihočeského kraje pro školství a sport                                          |
| 70    |         | Sociální demokracie               | politická strana | Tomáš Polanský            | ředitel turistické oblasti Budějovicko                                                            |
| 73    |         | Spolu pro lidi a krajinu          | koalice          | Pavla Setničková Nováková | IT projektová manažerka, předsedkyně spolku Lipensko pro život                                    |
| 83    |         | STAČILO!, KSČM, ČSSD, ČSNS, SD-SN | koalice          | Kateřina Jirousová        | lékařka, zastupitelka města Soběslav                                                              |
| 85    |         | Občanská demokratická strana      | politická strana | Martin Kuba               | hejtman Jihočeského kraje                                                                         |

### Plzeňský kraj
| Číslo | Subjekt | Subjekt                                                     | Typ              | Lídr            | Poznámky                                                                                |
| ----- | ------- | ----------------------------------------------------------- | ---------------- | --------------- | --------------------------------------------------------------------------------------- |
| 15    |         | DSZ – ZA PRÁVA ZVÍŘAT                                       | politická strana | Blanka Filipová | vedoucí útulku pro týrané koně S.O.S. Život pro koně                                    |
| 16    |         | PŘÍSAHA občanské hnutí                                      | politické hnutí  | Jiří Frei       | zdravotnický záchranář, vysokoškolský učitel, soudní znalec v oboru zdravotnictví       |
| 21    |         | Česká pirátská strana                                       | politická strana | Rudolf Špoták   | hejtman Plzeňského kraje                                                                |
| 29    |         | Koruna Česká (monarchistická strana Čech, Moravy a Slezska) | politická strana | Luděk Krčmář    | historik                                                                                |
| 37    |         | STAČILO! KSČM, SD-SN a ČSNS                                 | koalice          | Jiří Valenta    | pedagogický pracovník                                                                   |
| 39    |         | ANO 2011                                                    | politické hnutí  | Kamal Farhan    | lékař a poslanec PSP ČR                                                                 |
| 43    |         | ČISTÝ A BEZPEČNÝ KRAJ                                       | koalice          | Jiří Štěpánek   | výkonný místopředseda DSSS                                                              |
| 61    |         | STAROSTOVÉ A NEZÁVISLÍ                                      | politické hnutí  | Pavel Čížek     | náměstek hejtmana pro dopravu, dlouholetý starosta a místostarosta města Spálené Poříčí |
| 70    |         | Sociální demokracie                                         | politická strana | Václav Šimánek  | ředitel Fakultní nemocnice Plzeň                                                        |
| 71    |         | SPD a Trikolora                                             | koalice          | Marie Pošarová  | finanční analytička, poslankyně                                                         |
| 72    |         | ODS a TOP 09 – SPOLEČNĚ DO KRAJE                            | koalice          | Jan Šašek       | podnikatel, zastupitel Plzeňského kraje                                                 |
| 93    |         | PRO NÁŠ KRAJ – PRO PLZEŇ a KDU-ČSL                          | koalice          | Jiří Klečka     | urolog, zastupitel města Plzně                                                          |
| 94    |         | LEPŠÍ ŽIVOT PRO LIDI                                        | politická strana | Jiří Fejt       | bývalý šéfredaktor                                                                      |

### Karlovarský kraj
| Číslo | Subjekt | Subjekt                                                   | Typ              | Lídr                       | Poznámky |
| ----- | ------- | --------------------------------------------------------- | ---------------- | -------------------------- | --- |
| 9     |         | Správná Volba PRO kraj                                    | koalice          | Pavlína Maříková           | ekonomka |
| 11    |         | HLAS pro Karlovarský kraj                                 | koalice          | Jan Horník                 | starosta města Boží Dar, člen Prezidia Euregia Egrensis, spoluiniciátor zápisu Hornického regionu Erzgebirge/Krušnohoří do UNESCO a Ježíškovy cesty |
| 15    |         | DSZ – ZA PRÁVA ZVÍŘAT                                     | politická strana | Jana Labudíková            | invalidní důchodce, dobrovolník a dočaskář spolku PlazKA AŠ z.s., podporovatel organizace Svoboda zvířat, ochránce zvířat                           |
| 16    |         | PŘÍSAHA občanské hnutí                                    | politické hnutí  | Vladimír Kňákal            | úředník samosprávy |
| 21    |         | Česká pirátská strana                                     | politická strana | Markéta Monsportová        | manažerka, krajská zastupitelka |
| 25    |         | Volt Česko                                                | politická strana | Josef Janů                 | stavební inženýr, krajský zastupitel |
| 39    |         | ANO 2011                                                  | politické hnutí  | Jana Mračková Vildumetzová | poslankyně Parlamentu ČR |
| 45    |         | SRDCEM PRO ...                                            | politické hnutí  | Jitka Pokorná              | ředitelka Domácího hospicu, zastupitelka Karlovarského kraje                                                                                        |
| 61    |         | STAROSTOVÉ A NEZÁVISLÍ                                    | politické hnutí  | Petr Kulhánek              | hejtman Karlovarského kraje |
| 64    |         | Koalice SNK 1 - SNK a KDU-ČSL                             | koalice          | Oľga Haláková              | členka Rady Karlovarského kraje pro oblast kultury a památkové péče, výtvarnice                                                                     |
| 66    |         | Svobodní a Soukromníci                                    | koalice          | Jan Cetkovský              | soukromý zemědělec, moderátor, zastupitel obce Odrava                                                                                               |
| 70    |         | Sociální demokracie                                       | politická strana | Tomáš Svoboda              | předseda SOCDEM Karlovarského kraje, radní města Kynšperk nad Ohří                                                                                  |
| 71    |         | SPD a Trikolora                                           | koalice          | Karla Maříková             | poslankyně, krajská zastupitelka, zdravotní sestra                                                                                                  |
| 74    |         | MÍSTNÍ HNUTÍ NEZÁVISLÝCH ZA HARMONICKÝ ROZVOJ OBCÍ A MĚST | politické hnutí  | Dalibor Blažek             | člen Rady Karlovarského kraje, náměstek hejtmana |
| 75    |         | Komunistická strana Čech a Moravy                         | politická strana | Miroslav Soural            | voják z povolání |
| 76    |         | Švýcarská demokracie (www.svycarska-demokracie.cz)        | politické hnutí  | Martin Prokop              | jednatel obchodní společnosti |
| 85    |         | Občanská demokratická strana                              | politická strana | Jiří Vaneček               | obchodní ředitel |
| 89    |         | Vize pro Karlovarský kraj                                 | politické hnutí  | Vít Hromádko               | starosta obce Hájek, člen Rady Karlovarského kraje                                                                                                  |
| 91    |         | Volba pro kraj                                            | politické hnutí  | Martin Maleček             | starosta města Hroznětín |

### Ústecký kraj
| Číslo | Subjekt | Subjekt                        | Typ              | Lídr              | Poznámky |
| ----- | ------- | ------------------------------ | ---------------- | ----------------- | --- |
| 4     |         | ČSSD – ČISTÝ KRAJ              | koalice          | Elvíra Hahnová    | krajská zastupitelka, ředitelka obecně prospěšné společnosti, pěstounka                                                  |
| 7     |         | SPD, Trikolora a PRO           | koalice          | Jaroslav Foldyna  | poslanec, krajský zastupitel                                                                                             |
| 8     |         | STAČILO! v Ústeckém kraji      | koalice          | Oldřich Bubeníček | novinář |
| 15    |         | DSZ – ZA PRÁVA ZVÍŘAT          | politická strana | Jaroslav Sepp     | šéfkuchař, zakládající člen spolku HeRo Pomoc bez hranic, ochránce zvířat                                                |
| 16    |         | PŘÍSAHA občanské hnutí         | politické hnutí  | Vladimír Jelínek  | učitel, lektor |
| 21    |         | Česká pirátská strana          | politická strana | Vít Rous          | předseda krajského zastupitelského klubu, místostarosta města Dubí, krajinný inženýr                                     |
| 26    |         | HLAS Regionů                   | koalice          | Filip Ušák        | kandidát na hejtmana, zastupitel Ústeckého kraje, bývalý starosta, jednatel, konzultant ve veřejné správě                |
| 32    |         | SVOBODNÍ, ŠVÝCARSKÁ DEMOKRACIE | koalice          | Pavel Dittrich    | technik, OSVČ |
| 33    |         | LEPŠÍ ŽIVOT PRO LIDI a ND      | politická strana | Lenka Závůrková   | operátorka skladu |
| 39    |         | ANO 2011                       | politické hnutí  | Richard Brabec    | poslanec |
| 42    |         | Spojenci pro kraj              | koalice          | Karolína Žákovská | vysokoškolská pedagožka, krajská zastupitelka, předsedkyně Výboru pro národnostní menšiny Zastupitelstva Ústeckého kraje |
| 44    |         | STAROSTOVÉ PRO ÚSTECKÝ KRAJ    | koalice          | Jan Papajanovský  | starosta města Česká Kamenice, právník, VŠ pedagog                                                                       |
| 59    |         | LEPŠÍ SEVER                    | politické hnutí  | Jan Paparega      | senátor, radní, zastupitel města Most a Ústeckého kraje                                                                  |
| 85    |         | Občanská demokratická strana   | politická strana | Jiří Kulhánek     | náměstek hejtmana Ústeckého kraje, bývalý starosta města Kadaň                                                           |

### Liberecký kraj
| Číslo | Subjekt | Subjekt                              | Typ              | Lídr            | Poznámky |
| ----- | ------- | ------------------------------------ | ---------------- | --------------- | --- |
| 1     |         | SPOLU PRO Liberecký kraj             | koalice          | Petr Poštolka   | podnikatel ve stavebnictví a v softwarových službách                                                                              |
| 15    |         | DSZ – ZA PRÁVA ZVÍŘAT                | politická strana | Petra Bártová   | právník, člen České ornitologické společnosti, přispěvatel World of Dogs – Bosna a OBRAZ – Obránci zvířat                         |
| 16    |         | PŘÍSAHA občanské hnutí               | politické hnutí  | Radek Bažant    | vedoucí logistického provozu |
| 21    |         | Česká pirátská strana                | politická strana | Zbyněk Miklík   | náměstek hejtmana Libereckého kraje pro ekonomiku, majetek, investice, veřejné zakázky a informatiku                              |
| 30    |         | Právo Respekt Odbornost              | politická strana | Matrin Blaschke | podnikatel, finanční poradce, 1. krajský místopředseda PRO                                                                        |
| 33    |         | LEPŠÍ ŽIVOT PRO LIDI a ND            | politická strana | Pavel Opl       | odborník na bezpečnost, emeritní policejní rada Policejního prezídia ČR                                                           |
| 34    |         | Zelení pro kraj                      | koalice          | Milan Starec    | obchodní ředitel firmy se zdravotnickou technikou, vůdčí osobnost kauzy Turów, spoluzakladatel petice za obnovu Ještědské lanovky |
| 39    |         | ANO 2011                             | politické hnutí  | David Pražák    | poslanec Parlamentu ČR, neuvolněný místostarosta města Semily, zemědělec                                                          |
| 70    |         | Sociální demokracie                  | politická strana | Jan Mečl        | lékař, emeritní primář a bývalý zastupitel Libereckého kraje a města Liberec                                                      |
| 71    |         | SPD a Trikolora                      | koalice          | Michal Švarc    | ředitel městské policie, krajský zastupitel, zastupitel města Jablonec nad Nisou                                                  |
| 77    |         | STAČILO!, koalice KSČM a ČSNS        | koalice          | Jan Dvořák      | strážník městské policie |
| 82    |         | SPOLU pro LBK – ODS, TOP 09, KDU-ČSL | koalice          | Edvard Kožušník | konzultant, analytik legislativy, běžecký trenér, bývalý poslanec Evropského parlamentu                                           |
| 87    |         | Starostové pro Liberecký kraj        | politické hnutí  | Martin Půta     | hejtman Libereckého kraje, starosta Hrádku nad Nisou v letech 2002–2012                                                           |

### Královéhradecký kraj
| Číslo | Subjekt | Subjekt                                                     | Typ              | Lídr            | Poznámky |
| ----- | ------- | ----------------------------------------------------------- | ---------------- | --------------- | --- |
| 5     |         | HLAS samospráv                                              | koalice          | Jiří Štěpán     | starosta Rokytnice v Orlických horách, VŠ učitel, krajský zastupitel, bývalý hejtman                                  |
| 10    |         | SPD, Trikolora, PRO a Svobodní                              | koalice          | Rostislav Jireš | chemik, vedoucí pracovník                                                                                             |
| 15    |         | DSZ – ZA PRÁVA ZVÍŘAT                                       | politická strana | Dana Doškářová  | OSVČ, dobrovolník v útulku a dočaskář                                                                                 |
| 21    |         | Česká pirátská strana                                       | politická strana | Pavel Bulíček   | 1. náměstek hejtmana Královéhradeckého kraje pro oblast investic, inovací a IT, softwarový analytik, dobrovolný hasič |
| 29    |         | Koruna Česká (monarchistická strana Čech, Moravy a Slezska) | politická strana | Josef Kudrna    | pekař |
| 33    |         | LEPŠÍ ŽIVOT PRO LIDI a ND                                   | politická strana | Jan Havlík      | OSVČ |
| 39    |         | ANO 2011                                                    | politické hnutí  | Petr Koleta     | starosta města Hronov                                                                                                 |
| 40    |         | PRO KRAJINU – Zelení, Změna pro Hradec a nezávislí          | koalice          | Martin Hanousek | krajinný ekolog a krajský zastupitel                                                                                  |
| 41    |         | Čtyřkoalice STAN, TOP 09, HDK, LES                          | koalice          | Rudolf Cogan    | ekonom, právník, náměstek hejtmana                                                                                    |
| 54    |         | SILNÍ LÍDŘI pro kraj                                        | koalice          | Martin Červíček | senátor, hejtman |
| 62    |         | Jasný Signál Nezávislých                                    | politické hnutí  | Petr Typlt      | dělník, předseda krajské organizace JaSaN                                                                             |
| 67    |         | ČSSD                                                        | koalice          | Vladimír Dryml  | chirurg |
| 77    |         | STAČILO!, koalice KSČM a ČSNS                               | koalice          | Lubomír Štěpán  | projektant v investiční výstavbě                                                                                      |

### Pardubický kraj
| Číslo | Subjekt | Subjekt                                            | Typ              | Lídr                | Poznámky                                                                                             |
| ----- | ------- | -------------------------------------------------- | ---------------- | ------------------- | --- |
| 6     |         | STAČILO! (KSČM, ČSNS, ČSSD)                        | koalice          | Jan Foldyna         | osoba samostatně výdělečně činná                                                                     |
| 7     |         | SPD, Trikolora a PRO                               | koalice          | Marcel Dlask        | poslanec, zastupitel města Chvaletice                                                                |
| 12    |         | NAŠE PARDUBICE – Nechme kraj rozkvést              | koalice          | Filip Sedlák        | zastupitel města Pardubic, trenér atletiky, protikorupční aktivista                                  |
| 15    |         | DSZ – ZA PRÁVA ZVÍŘAT                              | politická strana | Jana Johanidesová   | ochránkyně zvířat, členka Animal Rescue, Help Animals, Tlapky v nouzi, Pomáhej zvířatům, Adoptuj psa |
| 21    |         | Česká pirátská strana                              | politická strana | Daniel Lebduška     | výkonný ředitel firmy, zastupitel Pardubického kraje, radní města Chrudim                            |
| 23    |         | REFERENDUM – Hlas Lidu                             | politické hnutí  | Julius Gergö        | zámečník                                                                                             |
| 39    |         | ANO 2011                                           | politické hnutí  | Dušan Salfický      | sportovní manažer, zastupitel města Pardubice                                                        |
| 49    |         | Koalice pro Pardubický kraj                        | koalice          | Pavel Šotola        | radní Pardubického kraje                                                                             |
| 56    |         | ODS a TOP 09                                       | koalice          | Ladislav Valtr      | krajský radní pro regionální rozvoj a inovace                                                        |
| 61    |         | STAROSTOVÉ A NEZÁVISLÍ                             | politické hnutí  | Michaela Matoušková | náměstkyně hejtmana Pardubického kraje, starostka obce Řečany nad Labem, ekonomka                    |
| 76    |         | Švýcarská demokracie (www.svycarska-demokracie.cz) | politické hnutí  | Miroslav Zich       | ošetřovatel                                                                                          |
| 92    |         | 3PK – Pro prosperující Pardubický kraj             | koalice          | Martin Netolický    | hejtman Pardubického kraje, vysokoškolský učitel, právník, člen SKI KLUBU Česká Třebová              |

### Kraj Vysočina
| Číslo | Subjekt | Subjekt                         | Typ              | Lídr                     | Poznámky |
| ----- | ------- | ------------------------------- | ---------------- | ------------------------ | --- |
| 3     |         | Společně se Starosty pro občany | koalice          | Vítězslav Schrek         | hejtman Kraje Vysočina |
| 7     |         | SPD, Trikolora a PRO            | koalice          | Radek Koten              | poslanec, zastupitel městyse Vojnův Městec                                                                                |
| 15    |         | DSZ – ZA PRÁVA ZVÍŘAT           | politická strana | Danuše Herpe Jungmannová | umělkyně v důchodu, předsedkyně spolku SOS for pets                                                                       |
| 16    |         | PŘÍSAHA občanské hnutí          | politické hnutí  | Karolína Kubisková       | místopředsedkyně hnutí PŘÍSAHA, zastupitelka města Kamenice nad Lipou a podnikatelka v oblasti motorismu a pohonných hmot |
| 19    |         | Nezávislá kandidátka            | politické hnutí  | Ivana Horká              | rozhlasová moderátorka, vydavatelka                                                                                       |
| 21    |         | Česká pirátská strana           | politická strana | Hana Hajnová             | náměstkyně hejtmana Kraje Vysočina, projektová manažerka                                                                  |
| 33    |         | LEPŠÍ ŽIVOT PRO LIDI a ND       | politická strana | Josef Pelikán            | stavební inženýr |
| 35    |         | KDU-ČSL                         | politická strana | Pavel Janoušek           | starosta obce Oslavice |
| 39    |         | ANO 2011                        | politické hnutí  | Martin Kukla             | poslanec, včelař |
| 47    |         | MÁ VLAST ČECHY MORAVA SLEZSKO   | politické hnutí  | Luděk Růžička            | advokát, soukromý zemědělec                                                                                               |
| 48    |         | STAČILO!                        | koalice          | Miloslav Vrzal           | vedoucí lékárny |
| 65    |         | STAROSTOVÉ PRO VYSOČINU         | koalice          | Adam Joura               | jednatel rodinné stavební firmy, zastupitel města Třebíč, voják v aktivní záloze                                          |
| 70    |         | Sociální demokracie             | politická strana | Jiří Běhounek            | lékař, krajský zastupitel                                                                                                 |

### Jihomoravský kraj
| Číslo | Subjekt | Subjekt                                                     | Typ              | Lídr                     | Poznámky                                                            |
| ----- | ------- | ----------------------------------------------------------- | ---------------- | ------------------------ | ------------------------------------------------------------------- |
| 10    |         | SPD, Trikolora, PRO a Svobodní                              | koalice          | Zdeněk Koudelka          | vysokoškolský pedagog                                               |
| 13    |         | ZA MORAVU!                                                  | koalice          | Pavel Trčala             | horolezec, ekonom, geograf, předseda MZH                            |
| 15    |         | DSZ – ZA PRÁVA ZVÍŘAT                                       | politická strana | Lenka Němcová            | dispečer mezinárodní kamionové dopravy, ochránce zvířat             |
| 16    |         | PŘÍSAHA občanské hnutí                                      | politické hnutí  | Petr Vokřál              | emeritní primátor Brna, podnikatel                                  |
| 20    |         | STAROSTOVÉ PRO JIŽNÍ MORAVU                                 | koalice          | František Lukl           | starosta města Kyjov, předseda Svazu měst a obcí, náměstek hejtmana |
| 21    |         | Česká pirátská strana                                       | politická strana | Jana Holomčík Leitnerová | radní Jihomoravského kraje pro sociální a rodinnou politiku         |
| 29    |         | Koruna Česká (monarchistická strana Čech, Moravy a Slezska) | politická strana | Jiří Sýkora              | vedoucí údržby a správy majetku                                     |
| 33    |         | LEPŠÍ ŽIVOT PRO LIDI a ND                                   | politická strana | Lubomír Bouše            | stavební manažer                                                    |
| 38    |         | NESTRANÍCI PRO JIŽNÍ MORAVU                                 | koalice          | Petr Kovač               | ředitel Gymnázia Matyáše Lercha                                     |
| 39    |         | ANO 2011                                                    | politické hnutí  | Ivana Solařová           | starostka města Znojmo, ekonomka                                    |
| 53    |         | Hlas Moravy                                                 | koalice          | Jan Vitula               | starosta města Židlochovice                                         |
| 57    |         | STAČILO! v Jihomoravském kraji                              | koalice          | Petra Rédová Fajmonová   | vedoucí sestra specialistka                                         |
| 70    |         | Sociální demokracie                                         | politická strana | Břetislav Štefan         | starosta MČ Brno-Líšeň                                              |
| 86    |         | Nový směr                                                   | politická strana | Zbyněk Hromek            | právník                                                             |
| 90    |         | SPOLU – ODS, KDU-ČSL, TOP 09                                | koalice          | Jan Grolich              | hejtman Jihomoravského kraje                                        |

### Olomoucký kraj
| Číslo | Subjekt | Subjekt                                                                                  | Typ              | Lídr              | Poznámky |
| ----- | ------- | ---------------------------------------------------------------------------------------- | ---------------- | ----------------- | --- |
| 10    |         | SPD, Trikolora, PRO a Svobodní                                                           | koalice          | Radim Fiala       | poslanec, krajský zastupitel                                                                                      |
| 15    |         | DSZ – ZA PRÁVA ZVÍŘAT                                                                    | politická strana | Larisa Zankerová  | vedoucí a kynolog psího domova Pod křídly anděla, předsedkyně spolku Zastavme utrpení, ochránce práv zvířat       |
| 16    |         | PŘÍSAHA občanské hnutí                                                                   | politické hnutí  | Antonín Staněk    | vysokoškolský učitel, bývalý primátor Olomouce                                                                    |
| 17    |         | Hlas pro náš kraj, SOCDEM, SproK                                                         | koalice          | Pavel Šaradín     | vysokoškolský učitel                                                                                              |
| 29    |         | Koruna Česká (monarchistická strana Čech, Moravy a Slezska)                              | politická strana | Pavel Makový      | majitel pohřební služby                                                                                           |
| 39    |         | ANO 2011                                                                                 | politické hnutí  | Ladislav Okleštěk | poslanec PSP ČR                                                                                                   |
| 48    |         | STAČILO!                                                                                 | koalice          | Vladimír Urbánek  | fyzioterapeut |
| 51    |         | SDRUŽENÍ PRO REPUBLIKU – REPUBLIKÁNSKÁ STRANA ČECH, MORAVY A SLEZSKA                     | politická strana | Pavel Mužný       | předseda SPR-RSČMS, informační technik                                                                            |
| 52    |         | STAROSTOVÉ PRO OLOMOUCKÝ KRAJ                                                            | koalice          | Josef Suchánek    | hejtman Olomouckého kraje, manažer, uvolněný ředitel Správy kolejí a menz Univerzity Palackého v Olomouci, včelař |
| 58    |         | Piráti s podporou ProOlomouc, Společně pro Přerov, Naše Litovelsko a osobností z regionu | koalice          | Martin Šmída      | krajský radní pro životní prostředí, odpady a zemědělství, kompostář, divadelník a hudebník                       |
| 60    |         | Moravané                                                                                 | politická strana | Ctirad Musil      | lékař |
| 63    |         | Spojenci24 s vámi                                                                        | koalice          | Ivo Slavotínek    | 1. náměstek hejtmana pro sociální věci a seniory, spolupořadatel festivalu Hanácké Woodstock                      |
| 85    |         | Občanská demokratická strana                                                             | politická strana | Dalibor Horák     | náměstek hejtmana Olomouckého kraje, emeritní starosta města Uničov                                               |

### Zlínský kraj
| Číslo | Subjekt | Subjekt                                                     | Typ              | Lídr            | Poznámky |
| ----- | ------- | ----------------------------------------------------------- | ---------------- | --------------- | --- |
| 15    |         | DSZ – ZA PRÁVA ZVÍŘAT                                       | politická strana | Lenka Malučká   | obchodní asistentka, dočaskářka, spolupracovnice útulku, učitelka domškoláka, dobrovolník v Diakonii Valašské Meziříčí                                     |
| 18    |         | Svoboda a přímá demokracie (SPD)                            | politické hnutí  | Lubomír Nečas   | praktický a tělovýchovný lékař, bývalý náměstek hejtmana Zlínského kraje pro oblast zdravotnictví                                                          |
| 21    |         | Česká pirátská strana                                       | politická strana | Hana Ančincová  | statutární náměstkyně hejtmana Zlínského kraje pro oblast sociálních věcí a životního prostředí, finanční analytička                                       |
| 29    |         | Koruna Česká (monarchistická strana Čech, Moravy a Slezska) | politická strana | Tomáš Hamrlík   | ředitel Muzea Bojkovska |
| 30    |         | Právo Respekt Odbornost                                     | politická strana | Josef Palíšek   | místopředseda strany, zastupitel města Kroměříž, právník, plk. v. v.                                                                                       |
| 31    |         | Koalice Moravané a MZH                                      | koalice          | Pavel Dohnal    | správce mlýna |
| 39    |         | ANO 2011                                                    | politické hnutí  | Radim Holiš     | hejtman Zlínského kraje |
| 55    |         | Trikolora                                                   | politická strana | David Nepimach  | jednatel a ředitel společností DARO CAR a LOUP GAROU |
| 69    |         | K21 ZLÍNSKÝ KRAJ 21. STOLETÍ                                | koalice          | Jiří Čunek      | senátor, starosta města Vsetín |
| 70    |         | Sociální demokracie                                         | politická strana | Olga Sehnalová  | náměstkyně hejtmana pro zdravotnictví, lékařka |
| 76    |         | Švýcarská demokracie (www.svycarska-demokracie.cz)          | politické hnutí  | Karel Maršovský | OSVČ |
| 79    |         | STAROSTOVÉ s podporou TOP 09 a ZVUK 12                      | koalice          | Tomáš Chmela    | starosta města Slavičín, archeolog, místopředseda celostátního svazu obcí                                                                                  |
| 81    |         | STAČILO! KSČM, ČSNS, ČSSD                                   | koalice          | Marie Pěnčíková | ekonomka, místopředsedkyně Ústředního výboru Komunistické strany Čech a Moravy                                                                             |
| 84    |         | Nezávislý HLAS pro Zlínský kraj                             | koalice          | Michal Dvouletý | ředitel společnosti, zastupitel Zlínského kraje a města Uherské Hradiště, člen sociálního výboru a výboru pro cestovní ruch Zastupitelstva Zlínského kraje |
| 85    |         | Občanská demokratická strana                                | politická strana | Tomáš Goláň     | daňový poradce a senátor |

### Moravskoslezský kraj
| Číslo | Subjekt | Subjekt                                            | Typ              | Lídr               | Poznámky                                                                                |
| ----- | ------- | -------------------------------------------------- | ---------------- | ------------------ | --------------------------------------------------------------------------------------- |
| 7     |         | SPD, Trikolora a PRO                               | koalice          | Jan Síla           | poslanec, neurochirurg                                                                  |
| 15    |         | DSZ – ZA PRÁVA ZVÍŘAT                              | politická strana | Barbora Tocauerová | tlumočník a lektor cizích jazyků, předsedkyně Moravskoslezského spolku ochránců zvířat  |
| 16    |         | PŘÍSAHA občanské hnutí                             | politické hnutí  | Petr Gřes          | zastupitel obce Palkovice                                                               |
| 21    |         | Česká pirátská strana                              | politická strana | Zuzana Klusová     | mediální konzultantka a sociální pracovnice                                             |
| 23    |         | Referendum – Hlas Lidu                             | politické hnutí  | Petr Bílý          | řidič, ex-policista                                                                     |
| 28    |         | STAROSTOVÉ A OSOBNOSTI PRO KRAJ                    | koalice          | Ivo Vondrák        | vysokoškolský profesor                                                                  |
| 39    |         | ANO 2011                                           | politické hnutí  | Josef Bělica       | hejtman Moravskoslezského kraje                                                         |
| 60    |         | Moravané                                           | politická strana | Ondřej Hetmánek    | stavební projektant                                                                     |
| 70    |         | Sociální demokracie                                | politická strana | Svatopluk Němeček  | ředitel městské nemocnice                                                               |
| 76    |         | Švýcarská demokracie (www.svycarska-demokracie.cz) | politické hnutí  | Tomáš Raždík       | stavební inženýr, středoškolský pedagog                                                 |
| 77    |         | STAČILO!, koalice KSČM a ČSNS                      | koalice          | Ivan Strachoň      | manažer, předseda kontrolního výboru zastupitelstva kraje                               |
| 88    |         | SPOLU MSK                                          | koalice          | Radek Kaňa         | náměstek ministra vnitra                                                                |
| 95    |         | ČSSD A NEZÁVISLÉ OSOBNOSTI                         | koalice          | Petr Gawlas        | ředitel společnosti, exsenátor, bývalý místostarosta města Jablunkov, předseda ČSSD MSK |